# The Way We Walk - Live in Concert
The Way We Walk - Live in Concert è un video live della band britannica Genesis, registrato all'Earls Court Exhibition Centre di Londra l'8 novembre 1992 durante il We Can't Dance Tour.
Venne messo in commercio nel 1993 in versione VHS e laserdisc, e nel 2002 come doppio DVD. Le due versioni su supporto ottico si differenziano tra loro per i contenuti speciali: il laserdisc contiene i video musicali dei quattro singoli estratti dall'album We Can't Dance, mentre il doppio DVD include interviste, materiale fotografico vario e alcune tracce del film concerto con inquadrature esclusive sui singoli compnenti del gruppo.

## Tracce

### VHS
1. Land of Confusion
2. No Son of Mine
3. Driving the Last Spike
4. Old Medley: (*) 
  - Dance On A Volcano
  - The Lamb Lies Down On Broadway
  - The Musical Box
  - Firth Of Fifth
  - I Know What I Like
  - That's All
  - Illegal Alien
  - Follow You, Follow Me
5. Fading Lights
6. Jesus He Knows Me
7. Dreaming While You Sleep
8. Home by the Sea
9. Hold on my Heart
10. Domino
11. The Drum Thing
12. I Can't Dance
13. Tonight, Tonight, Tonight
14. Invisible Touch
15. Turn it on Again

(*) Old Medley, oltre ai titoli indicati in copertina, include accenni a Your Own Special Way e Stagnation all'interno di I Know What I Like.

### Doppio DVD e laserdisc
Sia il doppio DVD che il laserdisc includono gli stessi brani della versione VHS, nello stesso ordine. Nel doppio DVD, il primo disco va da Land of Confusion a Jesus He Knows Me; il secondo disco da Dreaming While You Sleep a Turn it on Again e la traccia Domino è suddivisa in tre capitoli: le due sezioni musicali del brano originale (In The Glow of the Night e The Last Domino) più la presentazione del brano da parte di Phil Collins, intitolata The Domino Principle (Phil's Intro). I contenuti speciali variano a seconda della versione:
DVD (disco 2)
- Interviews
- Camera Angles
- Slide Show
- Original Tour Programme
- Commentary

Laserdisc
1. No Son Of Mine (video)
2. I Can't Dance (video)
3. Hold On My Heart (video)
4. Jesus He Knows Me (video)